# Cafè del Casal Gelidenc
El Cafè del Casal Gelidenc és una obra noucentista de Gelida (Alt Penedès) protegida com a Bé Cultural d'Interès Local.

## Descripció
Gran edifici rectangular de marcada solidesa, cobert a dues vessants, de dues plantes la primera amb voltes de rajola i la segona amb cel ras i decoració "art decó". Cal remarcar l'extraordinària lluminositat deguda als grans finestrals i el balcó longitudinal de l'esquerra de l'edifici, on a la barana hi apareix l'escut de Catalunya, motiu que es repeteix a les dues finestres de les golfes, on a una d'elles ha desaparegut.